# Hyperbionyx athesphatos
Hyperbionyx athesphatos is een eenoogkreeftjessoort uit de familie van de Hyperbionychidae. De wetenschappelijke naam van de soort is voor het eerst geldig gepubliceerd in 2010 door Bradford-Grieve.